# Leichtathletik-Länderkampf der Männer 1962 Italien – BR Deutschland
| 3. Leichtathletik-Länderkampf mit bundesdeutscher Beteiligung 1962 | 3. Leichtathletik-Länderkampf mit bundesdeutscher Beteiligung 1962 |               |
| ------------------------------------------------------------------ | ------------------------------------------------------------------ | ------------- |
|                                                                    |                                                                    |               |
| Ländervergleich der Männer: Italien – BR Deutschland               |                                                                    |               |
| Austragungsort                                                     | Rom                                                                |               |
| Wettbewerbe                                                        | 20                                                                 |               |
| Datum                                                              | 23./24. Juni 1962                                                  |               |
| 1. FRG 2. ITA                                                      | 118 Punkte 090 Punkte                                              |               |
| Chronik                                                            |                                                                    |               |
| ← FRG-SUI Geher (M)                                                | SUI-FRG (M) →                                                      | SUI-FRG (M) → |

Im dritten Vergleich des Länderkampfjahres 1962 trafen sich die bundesdeutschen Männer wie beim letzten Zweiländerkampf dieser beiden Nationen 1959 in Rom mit Italien. Die Veranstaltung wurde am 23./24. Juni ausgetragen. Zwischenzeitlich hatte es außerdem zwei Begegnungen in Sechsländerkämpfen gegeben. Alle diese Aufeinandertreffen hatte die Bundesrepublik Deutschland für sich entschieden.

## Wettbewerbe und Modus
Auf dem Programm standen die bei Länderkämpfen üblichen zwanzig Disziplinen. Aus dem olympischen Wettbewerbskatalog fehlten nur der Marathonlauf, die beiden Gehdisziplinen und der Zehnkampf. Die Wertung erfolgte in den Einzeldisziplinen nach dem Standardsystem, in den Staffeln wurden die Punkte abweichend vom Standard mit vier zu eins anstelle von fünf zu zwei Punkten vergeben.

## Ergebnis
Außer im Bereich Wurf/Stoß lag die Bundesrepublik Deutschland überall vorn. Die bundesdeutschen Sportler gewannen sechs Einzelläufe, davon drei mit Doppelerfolgen. Die Italiener kamen hier auf vier Siege mit einem Doppelerfolg. Beide Staffeln gingen an die Bundesrepublik. Auch im Bereich der Sprünge sicherten sich die bundesdeutschen Leichtathleten alle Disziplinwertungen, davon eine mit einem Doppelerfolg. Die bundesdeutschen Werfer entschieden nur den Hammerwurf für sich – hier belegten sie außerdem die Ränge eins und zwei. Die anderen drei Wurf-/Stoßwettbewerbe gingen ohne Doppelerfolge an Italien. In der Endabrechnung gewann die bundesdeutsche Mannschaft den Länderkampf deutlich mit 118 zu neunzig Punkten.

## Resultate

### 100 m
| Platz | Athlet          | Land | Zeit (s) |
| ----- | --------------- | ---- | -------- |
| 1     | Peter Gamper    | FRG  | 10,4     |
| 2     | Sergio Ottolina | ITA  | 10,5     |
| 3     | Alfred Hebauf   | FRG  | 10,6     |
| 4     | Armando Sardi   | ITA  | 10,6     |

Datum: 23. Juni

### 200 m
| Platz | Athlet          | Land | Zeit (s) |
| ----- | --------------- | ---- | -------- |
| 1     | Sergio Ottolina | ITA  | 21,0     |
| 2     | Johannes Kaiser | FRG  | 21,5     |
| 3     | Jochen Bender   | FRG  | 21,6     |
| 4     | Livio Berruti   | ITA  | 21,7     |

Datum: 24. Juni

### 400 m
| Platz | Athlet             | Land | Zeit (s) |
| ----- | ------------------ | ---- | -------- |
| 1     | Manfred Kinder     | FRG  | 46,7     |
| 2     | Hans-Joachim Reske | FRG  | 47,1     |
| 3     | Mario Fraschini    | ITA  | 47,7     |
| 4     | Vittorio Barberis  | ITA  | 47,8     |

Datum: 23. Juni

### 800 m
| Platz | Athlet            | Land | Zeit (min) |
| ----- | ----------------- | ---- | ---------- |
| 1     | Herbert Missalla  | FRG  | 1:49,8     |
| 2     | Jörg Balke        | FRG  | 1:50,0     |
| 3     | Francesco Bianchi | ITA  | 1:50,0     |
| 4     | Enrico Spinozzi   | ITA  | 1:50,1     |

Datum: 24. Juni

### 1500 m
| Platz | Athlet               | Land | Zeit (min) |
| ----- | -------------------- | ---- | ---------- |
| 1     | Karl Eyerkaufer      | FRG  | 3:41,8     |
| 2     | Harald Norpoth       | FRG  | 3:42,3     |
| 3     | Alfredo Rizzo        | ITA  | 3:43,0     |
| 4     | Gianfranco Sommaggio | ITA  | 3:48,4     |

Datum: 23. Juni

### 5000 m
| Platz | Athlet          | Land | Zeit (min) |
| ----- | --------------- | ---- | ---------- |
| 1     | Alfredo Rizzo   | ITA  | 14:16,6    |
| 2     | Horst Flosbach  | FRG  | 14:18,8    |
| 3     | Roland Watschke | FRG  | 14:19,4    |
| 4     | Luigi Conti     | ITA  | 14:22,4    |

Datum: 24. Juni

### 10.000 m
| Platz | Athlet           | Land | Zeit (min) |
| ----- | ---------------- | ---- | ---------- |
| 1     | Peter Kubicki    | FRG  | 30:22,2    |
| 2     | Franco Antonelli | ITA  | 30:31,2    |
| 3     | Antonio Ambu     | ITA  | 31:10,8    |
| 4     | Erich Vellage    | FRG  | 32:00,6    |

Datum: 23. Juni

### 110 m Hürden
| Platz | Athlet              | Land | Zeit (s) |
| ----- | ------------------- | ---- | -------- |
| 1     | Giovanni Cornacchia | ITA  | 14,4     |
| 2     | Giorgio Mazza       | ITA  | 14,4     |
| 3     | Klaus Nüske         | FRG  | 14,5     |
| 4     | Klaus Willimczik    | FRG  | 14,6     |

Datum: 23. Juni

### 400 m Hürden
| Platz | Athlet           | Land | Zeit (s) |
| ----- | ---------------- | ---- | -------- |
| 1     | Salvatore Morale | ITA  | 50,3     |
| 2     | Helmut Janz      | FRG  | 51,1     |
| 3     | Roberto Frinolli | ITA  | 51,1     |
| 4     | Jörg Neumann     | FRG  | 51,6     |

Datum: 24. Juni

### 3000 m Hindernis
| Platz | Athlet               | Land | Zeit (min) |
| ----- | -------------------- | ---- | ---------- |
| 1     | Ludwig Müller        | FRG  | 9:02,4     |
| 2     | Wolfgang Fricke      | FRG  | 9:02,4     |
| 3     | Sergio Danelutti     | ITA  | 9:21,0     |
| 4     | Gianfranco Sommaggio | ITA  | 9:27,8     |

Datum: 24. Juni

### 4 × 100 m Staffel
| Platz | Besetzung      | Land                                                   | Zeit (s) |
| ----- | -------------- | ------------------------------------------------------ | -------- |
| 1     | BR Deutschland | Klaus Ulonska Peter Gamper Jochen Bender Alfred Hebauf | 40,4     |
| 2     | Italien        | Livio Berruti Bellotti Sergio Ottolina Armando Sardi   | 40,6     |

Datum: 23. Juni

### 4 × 400 m Staffel
| Platz | Besetzung      | Land                                                             | Zeit (min) |
| ----- | -------------- | ---------------------------------------------------------------- | ---------- |
| 1     | BR Deutschland | Hans-Joachim Reske Ferdinand Haas Johannes Kaiser Manfred Kinder | 3:09,4     |
| 2     | Italien        | Cecconi Vittorio Barberis Sergio Bello Mario Fraschini           | 3:10,5     |

Datum: 24. Juni

### Hochsprung
| Platz | Athlet            | Land | Höhe (m) |
| ----- | ----------------- | ---- | -------- |
| 1     | Herbert Hopf      | FRG  | 2,03     |
| 2     | Peter Riebensahm  | FRG  | 2,00     |
| 3     | Walter Zamperelli | ITA  | 1,95     |
| 4     | Roberto Galli     | ITA  | 1,95     |

Datum: 24. Juni

### Stabhochsprung
| Platz | Athlet         | Land | Höhe (m) |
| ----- | -------------- | ---- | -------- |
| 1     | Klaus Lehnertz | FRG  | 4,52     |
| 2     | Pietro Scaglia | ITA  | 4,30     |
| 3     | Dieter Möhring | FRG  | 4,20     |
| 4     | Arnaldo Chezzi | ITA  | 4,00     |

Datum: 23. Juni

### Weitsprung
| Platz | Athlet         | Land | Weite (m) |
| ----- | -------------- | ---- | --------- |
| 1     | Wolfgang Klein | FRG  | 7,36      |
| 2     | Luigi Gatti    | ITA  | 7,10      |
| 3     | Peter Davoglio | ITA  | 6,95      |
| 4     | Peter Blum     | FRG  | 6,81      |

Datum: 23. Juni

### Dreisprung
| Platz | Athlet           | Land | Weite (m) |
| ----- | ---------------- | ---- | --------- |
| 1     | Günter Zeiß      | FRG  | 15,45     |
| 2     | Giuseppe Gentile | ITA  | 15,33     |
| 3     | Enzo Cavalli     | ITA  | 15,26     |
| 4     | Jörg Müller      | FRG  | 14,98     |

Datum: 24. Juni

### Kugelstoßen
| Platz | Athlet          | Land | Weite (m) |
| ----- | --------------- | ---- | --------- |
| 1     | Silvano Meconi  | ITA  | 17,84     |
| 2     | Dietrich Urbach | FRG  | 17,81     |
| 3     | Josef Klik      | FRG  | 16,39     |
| 4     | Mario Monti     | ITA  | 15,75     |

Datum: 23. Juni

### Diskuswurf
| Platz | Athlet             | Land | Weite (m) |
| ----- | ------------------ | ---- | --------- |
| 1     | Franco Grossi      | ITA  | 53,49     |
| 2     | Gaetano Dalla Pria | ITA  | 52,97     |
| 3     | Ferdinand Schladen | FRG  | 52,48     |
| 4     | Josef Klik         | FRG  | 51,04     |

Datum: 24. Juni

### Hammerwurf
| Platz | Athlet           | Land | Weite (m) |
| ----- | ---------------- | ---- | --------- |
| 1     | Hans Fahsl       | ITA  | 60,49     |
| 2     | Heinrich Liewald | FRG  | 59,76     |
| 3     | Manlio Cristin   | FRG  | 56,70     |
| 4     | Ennio Boschini   | ITA  | 55,98     |

Datum: 23. Juni

### Speerwurf
| Platz | Athlet        | Land | Weite (m) |
| ----- | ------------- | ---- | --------- |
| 1     | Carlo Lievore | ITA  | 79,82     |
| 2     | Rolf Herings  | FRG  | 74,20     |
| 3     | Hans Schenk   | FRG  | 73,07     |
| 4     | Franco Radman | ITA  | 72,08     |

Datum: 24. Juni